# Magistrados de la Corte Suprema de Justicia de Guatemala
Los Magistrados de la Corte Suprema de Justicia de la República de Guatemala son los magistrados que componen la Corte Suprema de Justicia, máximo tribunal de justicia de la República de Guatemala. 
Según la Constitución Política de la República y la Ley del Organismo Judicial, la Corte Suprema de Justicia está compuesta de 13 magistrados, incluyendo a su presidente, para un período 5 años prorrogables, siendo electos por el Congreso de la República de un listado de 26 personas entregado por la Comisión de Postulación respectiva.
Los 13 magistrados, todos iguales en jerarquía, son designados con el número que les corresponda en el orden de su elección. Esto sirve para la sustitución temporal del Presidente y para el efecto de votaciones. Los magistrados forman parte de la cámaras que componen a la Corte Suprema de Justicia. Cada cámara está compuesta por un presidente y tres vocales que conocen los asuntos correspondiente a lo civil, penal, amparo y antejuicio. En caso de empate, el presidente de la Corte Suprema de Justicia se adhiere a una de ellas para el fallo definitivo.

## Composición y elección
La Comisión de Postulación es integrada por un representante de los rectores de cada universidad del país, quien la preside, los decanos de las facultades de Derecho o Ciencias Jurídicas y Sociales de cada universidad del país, un números equivalente de representantes profesionales electos por la Asamblea General del Colegio de Abogados y Notarios de Guatemala y por igual número de representantes electos por los magistrados titulares de la Corte de Apelaciones y demás tribunales que constituyen el Organismo Judicial.
La elección de candidatos requiere el voto por lo menos las dos terceras partes de los miembros de la Comisión. En las votaciones tanto para integrar la Comisión de Postulación como para la integración de la nómina de candidatos.
Los requisitos para ser magistrado de la Corte Suprema de Justicia, están establecidos en los artículos 207 y 216 de la Constitución, los cuales son:
1. Ser guatemaltecos de origen;
2. Ser de reconocida honorabilidad;
3. Estar en el goce de sus derechos ciudadanos;
4. Ser abogados colegiados del Colegio de Abogados y Notarios de Guatemala;
5. Ser mayor de cuarenta años;
6. Debe haber desempeñado un período completo como magistrado de la Corte de Apelaciones, etc.; o
7. Haber ejercido la profesión de abogado por más de diez años.
8. No tener historial de corrupción.

Los magistrados pueden dejar definitivamente el cargo por cuatro motivos:
- Conclusión del período constitucional.
- Renuncia, la cual es sólo procedente si es aceptada por Congreso de la República.
- Jubilación voluntaria: Procede cuándo el interesado solicite su retiro, siempre que reúna las condiciones de edad y antigüedad.
- Por orden judicial, cuando previamente haya conocido dicho asunto el Congreso de la República y con el voto favorable de las dos terceras partes de diputados lo separen del cargo. Para ello, también debe hacerse una investigación respectiva ya que los magistrados gozan de derecho de antejuicio.

## Magistratura 1986-1992
| Nombre                                 | Cargo                 | Inicio en el cargo   | Fin en el cargo      | Causa del cese   |
| -------------------------------------- | --------------------- | -------------------- | -------------------- | ---------------- |
| Edmundo Vásquez Martínez               | Presidente            | 22 de enero de 1986  | 6 de febrero de 1992 | Finalizó período |
| Marco Tulio Molina Abril               | Magistrado Vocal I    | 22 de enero de 1986  | 6 de febrero de 1992 | Finalizó período |
| Mario Pellecer Molina                  | Magistrado Vocal II   | 22 de enero de 1986  | 6 de febrero de 1992 | Finalizó período |
| Óscar de León Aragón                   | Magistrado Vocal III  | 6 de febrero de 1986 | 6 de febrero de 1992 | Finalizó período |
| Hugo González Caravantes               | Magistrado Vocal IV   | 6 de febrero de 1986 | 6 de febrero de 1992 | Finalizó período |
| Mario Roberto Morales Franco           | Magistrado Vocal V    | 6 de febrero de 1986 | 6 de febrero de 1992 | Finalizó período |
| Eduardo Castillo Montalvo              | Magistrado Vocal VI   | 6 de febrero de 1986 | 6 de febrero de 1992 | Finalizó período |
| Martha Lupe Meneses Palomo de Jáuregui | Magistrada Vocal VII  | 6 de febrero de 1986 | 6 de febrero de 1992 | Finalizó período |
| Alfonso Brañas Castellanos             | Magistrado Vocal VIII | 22 de enero de 1986  |                      | Falleció         |
| Rogelio Hernández Melgar               | Magistrado Vocal VIII | 3 de abril de 1987   | 6 de febrero de 1992 | Finalizó período |

## Magistratura 1992-1994
| Nombre                          | Cargo                 | Inicio en el cargo   | Fin en el cargo       | Causa del cese         |
| ------------------------------- | --------------------- | -------------------- | --------------------- | ---------------------- |
| Juan José Rodil Peralta         | Presidente            | 6 de febrero de 1992 | 12 de octubre de 1994 | Reforma constitucional |
| Ana María Vargas Dubón de Ortíz | Magistrada Vocal I    | 6 de febrero de 1992 | 12 de octubre de 1994 | Reforma constitucional |
| Ángel Alfredo Joaquín Quiyuch   | Magistrado Vocal II   | 6 de febrero de 1992 | 12 de octubre de 1994 | Reforma constitucional |
| Rene Arturo Villegas Lara       | Magistrada Vocal III  | 6 de febrero de 1992 | 12 de octubre de 1994 | Reforma constitucional |
| Aura Leticia Rodríguez Moscoso  | Magistrada Vocal IV   | 6 de febrero de 1992 | 12 de octubre de 1994 | Reforma constitucional |
| Benjamin Rivas Baratto          | Magistrado Vocal V    | 6 de febrero de 1992 | 12 de octubre de 1994 | Reforma constitucional |
| Romeo Alvarado Polanco          | Magistrado Vocal VI   | 6 de febrero de 1992 | 12 de octubre de 1994 | Reforma constitucional |
| Justo Pérez Vásquez             | Magistrada Vocal VII  | 6 de febrero de 1992 | 12 de octubre de 1994 | Reforma constitucional |
| Luis Alberto Cordón Cordón      | Magistrado            | 6 de febrero de 1986 |                       |                        |
| Roberto Adolfo Valle Valdizán   | Magistrado Vocal VIII |                      | 12 de octubre de 1994 | Reforma constitucional |

## Magistratura 1993
Esta magistratura de facto corresponde a la que fue designada por Jorge Serrano Elías cuando sucedió el Autogolpe de Estado de Guatemala de 1993 y fueron destituidos los magistrados que estaban ejerciendo en ese momento. Esta corte tuvo pocos días de duración pues el 1 de junio se restableció el orden constitucional, integrándose nuevamente los anteriores magistrados.
| Nombre                            | Cargo                 | Inicio en el cargo | Fin en el cargo    | Causa del cese                        |
| --------------------------------- | --------------------- | ------------------ | ------------------ | ------------------------------------- |
| María Luisa Beltranena de Padilla | Presidente            | 27 de mayo de 1993 | 1 de junio de 1993 | Recuperación del orden constitucional |
| José María Moscoso Duarte         | Magistrado Vocal I    | 27 de mayo de 1993 | 1 de junio de 1993 | Recuperación del orden constitucional |
| Roberto Eduardo Rivera Álvarez    | Magistrado Vocal II   | 27 de mayo de 1993 | 1 de junio de 1993 | Recuperación del orden constitucional |
| Servio Tulio Aquino Barillas      | Magistrado Vocal III  | 27 de mayo de 1993 | 1 de junio de 1993 | Recuperación del orden constitucional |
| Rodrigo Herrera Moya              | Magistrado Vocal IV   | 27 de mayo de 1993 | 1 de junio de 1993 | Recuperación del orden constitucional |
| Aura Astrid Morales               | Magistrada Vocal V    | 27 de mayo de 1993 | 1 de junio de 1993 | Recuperación del orden constitucional |
| Juan Alfredo Barrios Martínez     | Magistrado Vocal VI   | 27 de mayo de 1993 | 1 de junio de 1993 | Recuperación del orden constitucional |
| Bernardo Alfredo López Estrada    | Magistrado Vocal VII  | 27 de mayo de 1993 | 1 de junio de 1993 | Recuperación del orden constitucional |
| Josefina Chacón Vargas            | Magistrada Vocal VIII | 27 de mayo de 1993 | 1 de junio de 1993 | Recuperación del orden constitucional |

## Magistratura 1994-1999
| Nombre                                      | Cargo                 | Inicio en el cargo    | Fin en el cargo       | Causa del cese   |
| ------------------------------------------- | --------------------- | --------------------- | --------------------- | ---------------- |
| Oscar Barrios Castillo                      | Magistrado Vocal I    | 13 de octubre de 1994 | 12 de octubre de 1999 | Finalizó período |
| Julio Ernesto Morales Pérez                 | Magistrado Vocal II   | 13 de octubre de 1994 | 12 de octubre de 1999 | Finalizó período |
| Ricardo Alfonso Umaña Aragón                | Magistrado Vocal III  | 13 de octubre de 1994 | 12 de octubre de 1999 | Finalizó período |
| Óscar Najarro Ponce                         | Magistrado Vocal IV   | 13 de octubre de 1994 | 12 de octubre de 1999 | Finalizó período |
| Juan Carlos Ocaña Mijangos                  | Magistrado Vocal V    | 13 de octubre de 1994 | 12 de octubre de 1999 | Finalizó período |
| Ángel Alfredo Figueroa                      | Magistrado Vocal VI   | 13 de octubre de 1994 | 12 de octubre de 1999 | Finalizó período |
| Carlos R. Enríquez Cojulún                  | Magistrado Vocal VII  | 13 de octubre de 1994 | 12 de octubre de 1999 | Finalizó período |
| Mario Aguirre Godoy                         | Magistrado Vocal VIII | 13 de octubre de 1994 | 12 de octubre de 1999 | Finalizó período |
| Astrid Jeannette Lemus Rodríguez            | Magistrada Vocal IX   | 13 de octubre de 1994 | 12 de octubre de 1999 | Finalizó período |
| Manuel Alfonso Ramírez Villeda              | Magistrado Vocal X    | 13 de octubre de 1994 | 12 de octubre de 1999 | Finalizó período |
| Francisco Armando López Barrios             | Magistrado Vocal XI   | 13 de octubre de 1994 | 12 de octubre de 1999 | Finalizó período |
| Julio Francisco Lanza                       | Magistrado Vocal XII  | 13 de octubre de 1994 | 12 de octubre de 1999 | Finalizó período |
| Mirna Yolanda Lorenzana Arriaga de González | Magistrada Vocal XIII | 13 de octubre de 1994 | 12 de octubre de 1999 | Finalizó período |

## Magistratura 1999-2004
| Nombre                                 | Cargo                 | Inicio en el cargo    | Fin en el cargo       | Causa del cese   |
| -------------------------------------- | --------------------- | --------------------- | --------------------- | ---------------- |
| José Rolando Quesada Fernández         | Magistrado Vocal I    | 13 de octubre de 1999 | 12 de octubre de 2004 | Finalizó período |
| Héctor Aníbal de León Velasco          | Magistrado Vocal II   | 13 de octubre de 1999 | 12 de octubre de 2004 | Finalizó período |
| Otto Marroquín Guerra                  | Magistrado Vocal III  | 13 de octubre de 1999 | 12 de octubre de 2004 | Finalizó período |
| Alfonso Carrillo Castillo              | Magistrado Vocal IV   | 13 de octubre de 1999 | 12 de octubre de 2004 | Finalizó período |
| Amanda Ramírez Ortiz de Arias          | Magistrado Vocal V    | 13 de octubre de 1999 | 12 de octubre de 2004 | Finalizó período |
| Carlos Alfonso Álvarez-Lobos Villatoro | Magistrado Vocal VI   | 13 de octubre de 1999 | 12 de octubre de 2004 | Finalizó período |
| Hugo Leonel Maúl Figueroa              | Magistrado Vocal VII  | 13 de octubre de 1999 | 12 de octubre de 2004 | Finalizó período |
| Marieliz Lucero Sibley                 | Magistrado Vocal VIII | 13 de octubre de 1999 | 12 de octubre de 2004 | Finalizó período |
| Carlos Esteban Larios Ochaita          | Magistrada Vocal IX   | 13 de octubre de 1999 | 12 de octubre de 2004 | Finalizó período |
| Edgardo Daniel Barreda Valenzuela      | Magistrado Vocal X    | 13 de octubre de 1999 | 12 de octubre de 2004 | Finalizó período |
| Napoleón Gutiérrez Vargas              | Magistrado Vocal XI   | 13 de octubre de 1999 | 12 de octubre de 2004 | Finalizó período |
| Gerardo Alberto Hurtado Flores         | Magistrado Vocal XII  | 13 de octubre de 1999 | 12 de octubre de 2004 | Finalizó período |
| Hilario Roderico Pineda Sánchez        | Magistrado Vocal XIII | 13 de octubre de 1999 | 12 de octubre de 2004 | Finalizó período |

## Magistratura 2004-2009
| Nombre                             | Cargo                 | Inicio en el cargo    | Fin en el cargo       | Causa del cese                                   |
| ---------------------------------- | --------------------- | --------------------- | --------------------- | ------------------------------------------------ |
| Rubén Eliú Higueros Girón          | Magistrado Vocal I    | 13 de octubre de 2004 | 12 de octubre de 2009 | Finalizó período                                 |
| Luis Fernández Molina              | Magistrado Vocal II   | 13 de octubre de 2004 | 12 de octubre de 2009 | Finalizó período                                 |
| Augusto Eleazar López Rodríguez    | Magistrada Vocal III  | 13 de octubre de 2004 | 12 de octubre de 2009 | Finalizó período                                 |
| Beatriz Ofelia de León Reyes       | Magistrada Vocal IV   | 13 de octubre de 2004 | 12 de octubre de 2009 | Finalizó período                                 |
| Carlos Gilberto Chacón Torrebiarte | Magistrado Vocal V    | 13 de octubre de 2004 | 12 de octubre de 2009 | Finalizó período                                 |
| Edgar Raúl Pacay Yalibat           | Magistrado Vocal VI   | 13 de octubre de 2004 | 12 de octubre de 2009 | Finalizó período                                 |
| Jorge Gonzalo Cabrera Hurtarte     | Magistrada Vocal VII  | 13 de octubre de 2004 | 12 de octubre de 2009 | Finalizó período                                 |
| Víctor Manuel Rivera Wöltke        | Magistrado Vocal VIII | 13 de octubre de 2004 | 12 de octubre de 2009 | Finalizó período                                 |
| Oscar Humberto Vásquez Oliva       | Magistrado Vocal IX   | 13 de octubre de 2004 | 12 de octubre de 2009 | Finalizó período                                 |
| Leticia Stella Secaira Pinto       | Magistrado Vocal X    | 13 de octubre de 2004 | 12 de octubre de 2009 | Finalizó período                                 |
| Carlos Enrique de León Córdova     | Magistrado Vocal XI   | 13 de octubre de 2004 | 12 de octubre de 2009 | Finalizó período                                 |
| Rodolfo de León Molina             | Magistrado Vocal XII  | 13 de octubre de 2004 | 6 de agosto de 2008   | Sustituido por el congreso porque umplió 75 años |
| Vladimir Osman Aguilar Guerra      | Magistrado Vocal XII  | 6 de agosto de 2008   | 12 de octubre de 2009 | Finalizó período                                 |
| José Francisco de Mata Vela        | Magistrado Vocal XIII | 13 de octubre de 2004 | 12 de octubre de 2009 | Finalizó período                                 |

## Magistratura 2009-2014
| Nombre                                       | Cargo                 | Inicio en el cargo      | Fin en el cargo         | Causa del cese                           |
| -------------------------------------------- | --------------------- | ----------------------- | ----------------------- | ---------------------------------------- |
| Erick Alfonso Álvarez Mancilla               | Magistrado Vocal I    | 13 de octubre de 2009   | 24 de noviembre de 2014 | Finalizó período                         |
| César Ricardo Crisóstomo Barrientos Pellecer | Magistrado Vocal II   | 13 de octubre de 2009   | 2 de marzo de 2014      | Fallecimiento por suicidio               |
| Brenda Anabella Quiñónez Donis               | Magistrado Vocal II   | abril de 2014           | 24 de noviembre de 2014 | Finalizó período                         |
| Gabriel Antonio Medrano Valenzuela           | Magistrada Vocal III  | 13 de octubre de 2009   | 24 de noviembre de 2014 | Finalizó período                         |
| Gustavo Adolfo Mendizábal Mazariegos         | Magistrada Vocal IV   | 13 de octubre de 2009   | 24 de noviembre de 2014 | Finalizó período                         |
| Héctor Manfredo Maldonado Méndez             | Magistrado Vocal V    | 13 de octubre de 2009   | 24 de noviembre de 2014 | Finalizó período                         |
| Rogelio Zarceño Gaitán                       | Magistrado Vocal VI   | 13 de octubre de 2009   | 24 de noviembre de 2014 | Finalizó período                         |
| Thelma Esperanza Aldana Hernández            | Magistrada Vocal VII  | 13 de octubre de 2009   | 12 de mayo de 2014      | Renunció para asumir como Fiscal general |
| Juan Carlos Ocaña Mijangos                   | Magistrada Vocal VII  | 24 de noviembre de 2014 | 24 de noviembre de 2014 | Finalizó período, en funciones           |
| Luis Alberto Pineda Roca                     | Magistrado Vocal VIII | 13 de octubre de 2009   | 24 de noviembre de 2014 | Finalizó período                         |
| Mynor Custodio Franco Flores                 | Magistrado Vocal IX   | 13 de octubre de 2009   | 24 de noviembre de 2014 | Finalizó período                         |
| Ervin Gabriel Gómez Méndez                   | Magistrado Vocal X    | 13 de octubre de 2009   | 24 de noviembre de 2014 | Renuncia para asumir en TSE              |
| José Arturo Sierra González                  | Magistrado Vocal XI   | 13 de octubre de 2009   | 24 de noviembre de 2014 | Finalizó período                         |
| Luis Arturo Rolando Archila Leerayes         | Magistrado Vocal XII  | 13 de octubre de 2009   | 24 de noviembre de 2014 | Renuncia por jubilación.                 |
| Dimas Gustavo Bonilla                        | Magistrado Vocal XIII | 13 de octubre de 2009   | 24 de noviembre de 2014 | Finalizó período                         |

## Magistratura 2014-2019
| Nombre                            | Cargo                 | Inicio en el cargo       | Fin en el cargo         | Causa del cese                            | Cargo inicial         |
| --------------------------------- | --------------------- | ------------------------ | ----------------------- | ----------------------------------------- | --------------------- |
| Silvia Patricia Váldes Quezada    | Magistrado Vocal I    | 24 de noviembre de 2014  | 17 de noviembre de 2023 | Finalizó período                          | Magistrado Vocal I    |
| Nery Osvaldo Medina Méndez        | Magistrado Vocal II   | 24 de noviembre de 2014  | 17 de noviembre de 2023 | Finalizó período                          | Magistrado Vocal II   |
| Vitalina Orellana y Orellana      | Magistrada Vocal III  | 24 de noviembre de 2014  | 17 de noviembre de 2023 | Finalizó período                          | Magistrada Vocal III  |
| Delia Marina Dávila Salazar       | Magistrada Vocal IV   | 24 de noviembre de 2014  | 17 de noviembre de 2023 | Finalizó período                          | Magistrada Vocal IV   |
| Douglas René Charchal Ramos       |                       | 24 de noviembre de 2014  | 6 de septiembre de 2016 | Renuncia por estar ligado a proceso penal | Magistrado Vocal V    |
| Josué Felipe Baquiax Baquiax      | Magistrado Vocal V    | 24 de noviembre de 2014  | 17 de noviembre de 2023 | Finalizó período                          | Magistrado Vocal VI   |
| Sergio Amadeo Pineda Castañeda    | Magistrado Vocal VI   | 24 de noviembre de 2014  | 17 de noviembre de 2023 | Finalizó período                          | Magistrado Vocal VII  |
| Blanca Aída Stalling Dávila       | Magistrada Vocal VII  | 24 de noviembre de 2014  | 17 de noviembre de 2023 | Finalizó período                          | Magistrada Vocal VIII |
| Silvia Verónica García Molina     | Magistrado Vocal VIII | 24 de noviembre de 2014  | 17 de noviembre de 2023 | Finalizó período                          | Magistrado Vocal IX   |
| Vladimir Osman Aguilar Guerra     |                       | 24 de noviembre de 2014  | 17 de mayo de 2016      | Renuncia                                  | Magistrado Vocal X    |
| Nester Mauricio Vásquez Pimentel  | Magistrado Vocal IX   | 24 de noviembre de 2014  | 3 de junio de 2021      | Renuncia para asumir en CC                | Magistrado Vocal XI   |
| Ranulfo Rafael Rojas Cetina       | Magistrado Vocal X    | 24 de noviembre de 2014  | 17 de marzo de 2020     | Renuncia para asumir en TSE               | Magistrado Vocal XII  |
| José Antonio Pineda Barales       | Magistrado Vocal XI   | 24 de noviembre de 2014  | 17 de noviembre de 2023 | Finalizó período                          | Magistrado Vocal XIII |
| María Eugenia Morales Aceña       | Magistrada Vocal XII  | 23 de junio de 2016      | 22 de noviembre de 2022 | Renuncia por jubilación.                  | Magistrada Vocal X    |
| Elizabeth Mercedes García Escobar |                       | 27 de septiembre de 2016 | 4 de agosto de 2018     | Falleció                                  | Magistrada Vocal XIII |
| Manuel Reginaldo Duarte Barrera   | Magistrado Vocal XIII | 30 de octubre de 2018    | 17 de noviembre de 2023 | Finalizó período                          |                       |

## Magistratura 2019-2024
Hasta noviembre de 2023 no había sido electa por el Congreso de la República de Guatemala debido a un amparo que complicaba la elección por parte de los diputados. El 6 de noviembre de 2023 la Corte de Constitucionalidad viabilizó la elección y ordenó al congreso realizarla antes del 30 de noviembre. El 15 de noviembre fueron electos los siguientes profesionales:
| Nombre                              | Cargo                 | Inicio en el cargo      | Fin en el cargo       | Causa del cese   |
| ----------------------------------- | --------------------- | ----------------------- | --------------------- | ---------------- |
| Elvia Ester Velásquez Sagastume     | Magistrada Vocal I    | 17 de noviembre de 2023 | 13 de octubre de 2024 | Finalizó período |
| René Guillermo Girón Palacios       | Magistrado Vocal II   | 17 de noviembre de 2023 | 13 de octubre de 2024 | Finalizó período |
| Evert Obdulio Barrientos Padilla    | Magistrado Vocal III  | 17 de noviembre de 2023 | 13 de octubre de 2024 | Finalizó período |
| Jorge Eduardo Tucux Coyoy           | Magistrado Vocal IV   | 17 de noviembre de 2023 | 13 de octubre de 2024 | Finalizó período |
| Gustavo Adolfo Morales Duarte       | Magistrado Vocal V    | 17 de noviembre de 2023 | 13 de octubre de 2024 | Finalizó período |
| Claudia Lucrecia Paredes Castañeda  | Magistrada Vocal VI   | 17 de noviembre de 2023 | 13 de octubre de 2024 | Finalizó período |
| Óscar Ruperto Cruz Oliva            | Magistrado Vocal VII  | 17 de noviembre de 2023 | 13 de octubre de 2024 | Finalizó período |
| Ronald Manuel Colindres Roca        | Magistrado Vocal VIII | 17 de noviembre de 2023 | 13 de octubre de 2024 | Finalizó período |
| Benicia Contreras Calderón          | Magistrada Vocal IX   | 17 de noviembre de 2023 | 13 de octubre de 2024 | Finalizó período |
| Héctor Ricardo Echeverría Méndez    | Magistrado Vocal X    | 17 de noviembre de 2023 | 13 de octubre de 2024 | Finalizó período |
| Manuel Reginaldo Duarte Barrera     | Magistrado Vocal XI   | 17 de noviembre de 2023 | 13 de octubre de 2024 | Finalizó período |
| Carlos Humberto Rivera Carillo      | Magistrado Vocal XII  | 17 de noviembre de 2023 | 13 de octubre de 2024 | Finalizó período |
| José Luis de Jesús Samayoa Palacios | Magistrado Vocal XIII | 17 de noviembre de 2023 | 13 de octubre de 2024 | Finalizó período |

## Magistratura 2024-2029
| Nombre                                | Cargo                 | Inicio en el cargo    | Fin en el cargo | Causa del cese |
| ------------------------------------- | --------------------- | --------------------- | --------------- | -------------- |
| Carlos Rodimiro Lucero Paz            | Magistrado Vocal I    | 13 de octubre de 2024 |                 |                |
| Flor de María García Villatoro        | Magistrada Vocal II   | 13 de octubre de 2024 |                 |                |
| René Guillermo Girón Palacios         | Magistrado Vocal III  | 13 de octubre de 2024 |                 |                |
| Carlos Ramiro Contreras Valenzuela    | Magistrado Vocal IV   | 13 de octubre de 2024 |                 |                |
| Eduardo Adolfo Cárdenas               | Magistrado Vocal V    | 13 de octubre de 2024 |                 |                |
| Claudia Lucrecia Paredes Castañeda    | Magistrada Vocal VI   | 13 de octubre de 2024 |                 |                |
| Igmaín Galicia Pimentel               | Magistrado Vocal VII  | 13 de octubre de 2024 |                 |                |
| Flor de María Gálvez Barrios          | Magistrada Vocal VIII | 13 de octubre de 2024 |                 |                |
| Teodulo Ildefonso Cifuentes Maldonado | Magistrado Vocal IX   | 13 de octubre de 2024 |                 |                |
| Luis Mauricio Corado Campos           | Magistrado Vocal X    | 13 de octubre de 2024 |                 |                |
| Clemen Vanessa Juárez Midence         | Magistrada Vocal XI   | 13 de octubre de 2024 |                 |                |
| Gustavo Adolfo Morales Duarte         | Magistrado Vocal XII  | 13 de octubre de 2024 |                 |                |
| Jenny Noemí Alvarado Teni             | Magistrada Vocal XIII | 13 de octubre de 2024 |                 |                |